# 黄脉钓樟
黄脉钓樟（学名：Lindera flavinervia），为樟科山胡椒属下的一个种。